# ماركوس أيجنر
ماركوس أيجنر (بالألمانية: Markus Aigner)‏ هو لاعب كرة قدم نمساوي في مركز الوسط، ولد في 4 يناير 1972 في ألمانيا. لعب مع نادي آوغسبورغ.

## وصلات خارجية
- ماركوس أيجنر على موقع عالم كرة القدم.نت (الإنجليزية)